# Мала Вода
Мала Вода (словац. Malá voda) — річка; притока Росінки, протікає в окрузі Жиліна.
Довжина приблизно 5,0 км. Витік знаходиться в масиві Жилінська улоговина — на висоті приблизно 470 метрів.
Протікає територією села Росіна. Впадає у Росінку на висоті приблизно 360 метрів.